# Guerra Civil de la República Centreafricana
El Conflicte centreafricà de 2012-2013 és un conflicte localitzat en la República Centreafricana, que va esclatar al desembre de 2012 entre el govern de la RCA i l'oposició agrupada en la Seleka. Molts rebels són ex-combatents de la Guerra civil centreafricana, que va assolar el país entre 2004 i 2007. De fet, hi va haver entre 2004 i 2012, els enfrontaments entre els moviments rebels i les Forces armades centreafricanes, però mai cap guerra civil real. Els rebels acusen el president de la República François Bozizé de no complir amb els acords del 2007, que van posar fi a la guerra civil.
Els membres de la Seleka van iniciar una ofensiva militar el 10 desembre del 2012, i s'apoderaren de diverses ciutats importants al centre i est del país. Mentre el veí Txad va acceptar enviar tropes d'interposició, França es nega a participar en el conflicte, tot i les crides del president Bozizé. París ha enviat 150 soldats, però més aviat per protegir els ciutadans europeus i francesos.

## Antecedents

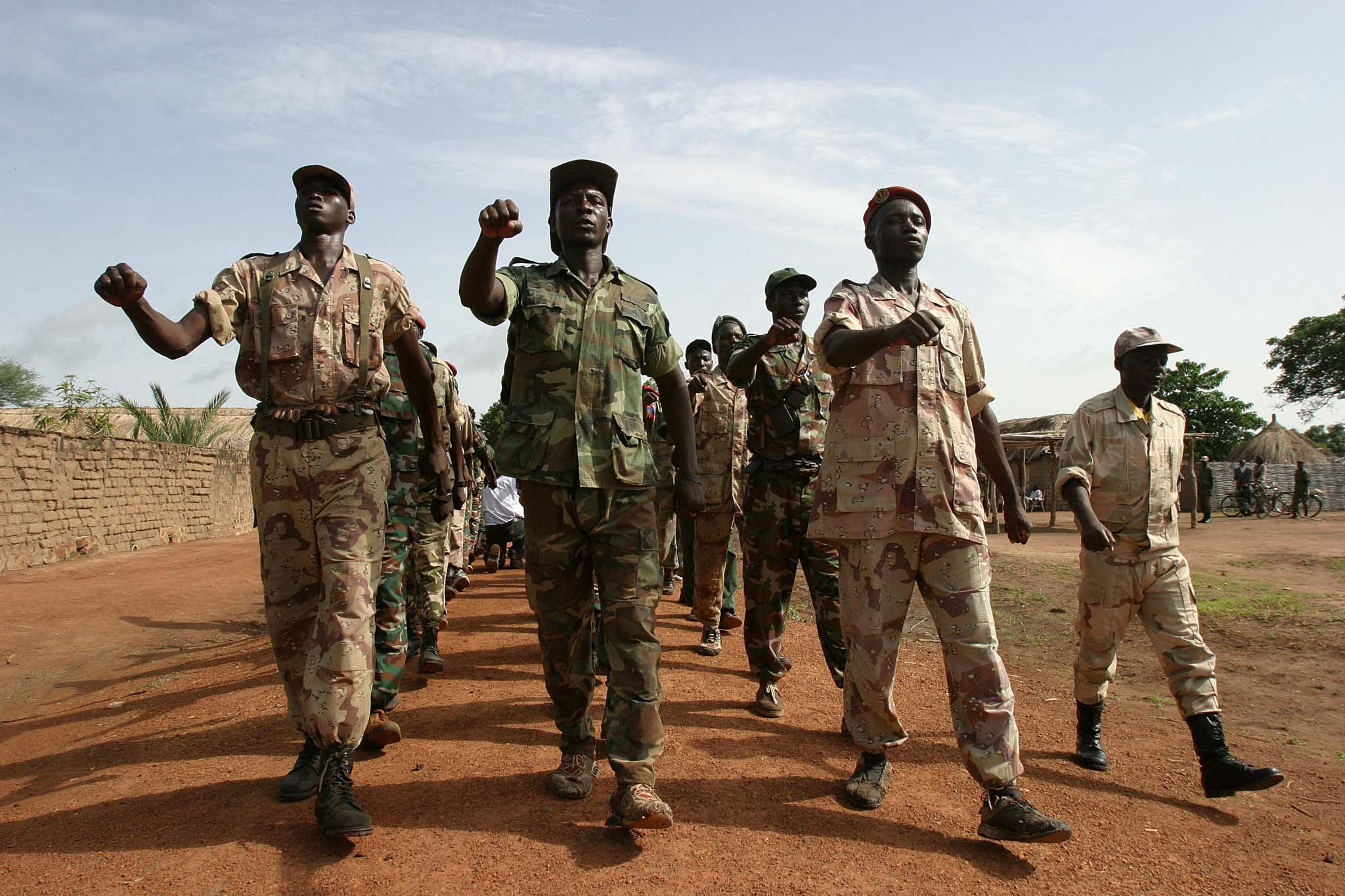
Rebels el juny del 2007

La guerra civil de 2004 va començar amb la rebel·lió de la Unió de Forces Democràtiques per a la Reagrupació (UFDR) contra el president François Bozizé, la qual va degenerar ràpidament en una guerra. No obstant això, el 2007 es va arribar a un acord de pau entre el Govern i la UFDR que comprenia una amnistia per als seus membres, la seva legalització com a partit polític i la integració dels seus combatents en l'Exèrcit.
Segons dades de Human Rights Watch (HRW), centenars de civils van ser assassinats, més de 10.000 cases van ser incendiades i 212.000 persones van resultar desplaçades, principalment al nord del país.

## Desenvolupament
La Seleka comença la seva ofensiva el 10 de desembre. Després d'haver pres cinc ciutats des que va començar l'ofensiva el 18 de desembre, la coalició pren la ciutat minera de Bria i mata 15 soldats del govern. També pren la ciutat de Kabo. El president centreafricà fa una crida al seu homòleg txadià per rebre ajuda militar. El Txad accepta d'enviar tropes, uns 150 homes i prop d'una vintena de vehicles, tot precisant que actuarien com a força d'interposició.
El 20 de desembre, els rebels van expulsar les forces del govern a la ciutat de Batangafo, però aquest van aconseguir prendre Kabo, presa dos dies abans pels rebels. Desmenteixen el contraatac de l'exèrcit, però accepten de suspendre les seves operacions en la vigília d'una reunió de la CEEAC.
El 23 de desembre, la coalició van prendre la ciutat de Bambari, la tercera ciutat més gran al país. El 25, aconsegueix el control de la ciutat de Kaga-Bandoro, mentre que el president Bozizé rep els seus assessors militars a la capital, Bangui.
El 26 de desembre, centenars de manifestants pro-Bozizé ataquen l'Ambaixada de França, mentre acusen París de no donar-los suport contra la rebel·lió. Dotzenes de soldats francesos van impedir que els manifestants entressin a l'edifici, on una cinquantena de ciutadans francesos van ser capaços de trobar refugi. L'empresa Air France va decidir suspendre les seves connexions diàries Paris-Bangui i feu fer mitja volta a un avió. Washington i l'ONU va anunciar la retirada dels seus empleats no essencials. El ministre de l'Interior centreafricà, Joshua Binoua, va agrair la condemna dels rebels per part de França i va fer una crida a París per ajudar el Govern a trobar una solució aL conflicte Posteriorment, fonts militars i humanitàries van reportar una presència rebel a la ciutat de Damara, el que significava que la coalició havia estat capaç d'anar a Sibut sense que les tropes txadianes estacionades a la ciutat intervinguessin.
El 27 de desembre, el president Bozizé demana l'ajuda de França i els Estats Units. El president François Hollande afirma el seu desig de no participar en el conflicte, i va assenyalar que les tropes franceses estan presents només per protegir els ciutadans francesos, i no intervenir en un conflicte intern al país o per protegir un règim. Fa una crida al diàleg per posar fi a la crisi. Mentre que el general Jean-Felix Akaga, Comandant de la Força de la MICOPAX (Missió per a la consolidació de la pau a la República Centreafricana) i de la CEEAC CEEAC va anunciar que Bangui estava completament assegurada per les seves tropes, gaboneses i cameruneses, dos països que participaven en la missió MICOPAX, i va especificar que no s'havia pres cap decisió sobre el paper de la missió en el conflicte La nit del 27 de desembre, els Estats Units van decidir tancar la seva ambaixada i evacuar el seu ambaixador. A la capital, l'activitat es redueix, i es produeix una retirada massiva dels estalvis als bancs.
El divendres 28 de desembre, les forces del govern van llançar una ofensiva contra la ciutat de Bambari. Els soldats centreafricans són derrotats i s'han de retirar, la qual cosa permet als rebels de la Seleka d'apoderar-se de diversos indrets llocs, ja a 300 milles al nord-est de la capital, Bangui.
La nit del divendres 28 al dissabte 29 de desembre, el Ministeri de Defensa francès anuncia el desplegament de 150 militars francesos a una base de Libreville, que pertany a una companyia d'infanteria de paracaigudistes, a més dels 250 soldats que ja té a la base en M'Poko, a prop de l'aeroport de Bangui, en el context de la missió Boali. No obstant això, el ministeri diu que és una "mesura de precaució" per a "la protecció dels ciutadans francesos i europeus", marcant el compromís de no interferir en els afers interns dels la república africana.
El mateix dia, les forces de la Seleka avançat una mica més; aquesta vegada prenent la ciutat de Sibut, a uns cent seixanta quilòmetres de Bangui. La presa d'aquesta ciutat té lloc sense cap mena de combat. Després de la caiguda de la ciutat en mans dels rebels, Narkoyo Juma, líder de la Seleka, va confirmar: "Seguim avançant i hem recuperat Sibut". Els exèrcits centreafricans, recolzats militarment pel Txad, van enviar tropes a Damara, la darrera "vila-tap" que protegeix Bangui, on patrullaven vehicles technical. Malgrat aquest avanç, els rebels van dir que estaven disposats a "negociar sense condicions" amb el Govern Central.
El divendres 11 de gener de 2013, el govern va anunciar oficialment la signatura d'un acord entre les forces governamentals i els rebels. L'acord estipula que el president, François Bozizé, seguirà al capdavant del país fins al 2016, quan s'hauran de celebrar les eleccions presidencials previstes. El dissabte, 12 de gener, el primer ministre Faustin-Archange Touadéra és destituït del seu càrrec pel dirigent centreafricà, de conformitat amb l'acord entre el govern i la Seleka. El text afirma que el cap d'Estat haurà de designar "un nou primer ministre de l'oposició", i aquest nomenament no serà revocable. A més, haurà de tenir lloc la dissolució de l'Assemblea Nacional, per tal d'organitzar les eleccions dins dels dotze mesos següents. "El primer ministre i altres membres del govern no poden ser candidats per a la pròxima elecció presidencial" l'any 2016. L'esmentat acord també preveu que s'haurà de produir una "retirada de totes les forces militars estrangeres", llevat de la FOMAC (Forces Multinacionals de l'Àfrica Central).

## Caiguda de Bangui
El 18 de març de 2013, els rebels van impedir que els seus cinc ministres tornessin a Bangui després de les converses sobre el procés de pau a la ciutat de Sibut. Els rebels van exigir l'alliberament dels presos polítics i la integració de les forces rebels en l'exèrcit nacional. La Seleka també volia que els soldats sud-africans que havien estat en missió a la República Centreafricana sortissin del país. La Seleka va amenaçar de reprendre les armes si no es complien les seves demandes, i donà al govern un termini de 72 hores. Abans d'això, els rebels van prendre el control de dues ciutats al sud-est del país, Gambo I Bangassou.
El 22 de març de 2013, els rebels van reprendre la seva ofensiva. Van prendre el control de les ciutats de Damara i Bossangoa. Després de la caiuga de Damara, es va generalitzar a la capital, Bangui, el temor que molt aviat cauria, i una sensació de pànic va envair la ciutat, amb botigues i escoles tancades. Les forces governamentals van aturar breument l'avanç dels rebels, disparant sobre les columnes rebels amb un helicòpter d'atac, però el 23 de març, els rebels van entrar a Bangui, i es van apoderar el Palau Presidencial", segons el portaveu de la Seleka Nelson Ndjadder. Els rebels, presumptament, van aconseguir expulsar els soldats governamentals al barri que envolta la residència privada de Bozizé, per bé que el govern sosté que Bozizé va romandre al palau presidencial al centre de la ciutat.
Els combats es va calmar durant la nit, quan l'aigua i l'electricitat es van tallar. Els rebels van mantenir els suburbis del nord, mentre que el govern mantenia el control del centre de la ciutat. Un portaveu del Govern va insistir que Bozizé es mantenia en el poder i que la capital estava encara sota el control del govern
El 24 de març, els rebels van arribar al palau presidencial al centre de la capital, on es va produir un intens tiroteig El palau presidencial i la resta de la capital aviat va quedar en mans de les forces rebels i Bozizé va fugir a la República Democràtica del Congo
"Un assessor presidencial va dir que havia creuat el riu cap a la República Democràtica del Congo en el matí del diumenge [24 de març], moment en què les forces rebels es van dirigir al palau presidencial " Posteriorment va afirmar que havia buscat refugi temporal al Camerun, segons el govern d'aquest país L'organisme de refugiats de les Nacions Unides va rebre una sol·licitud del Govern congolès per ajudar a traslladar 25 membres de la família Bozizé des de la ciutat fronterera de Zongo. Un portaveu del president va afirmar que "Els rebels controlen la ciutat, espero que no hi haurà represàlies".
Els líders rebels afirmaren haver dit als homes que s'abstinguessin de qualsevol robatori o represàlies, però els residents a la capital van dir que havien participat en un saqueig generalitzat. La ciutat no disposava d'aigua ni d'electricitat. Els combatents rebels es van dirigir cap a les cases dels oficials de l'exèrcit, però van disparar els seus rifles l'aire per protegir les cases dels ciutadans del carrer.
Tretze soldats sud-africans van ser morts, 27 van resultar ferits i un restà desaparegut després que la seva base, als afores de Bangui, va ser atacada per un grup rebel armat de 3000 homes, moment en què va començar un intens tiroteig entre els rebels i 400 soldats sud-africans que es va perllongar durant un espai de temps no determinat. El general Solly Shoke, cap de la Força de Defensa Nacional de Sud-àfrica, va declarar en una conferència de premsa el 24 març 2013 que els soldats de la FDNSA havien "infligit grans pèrdues, als rebels, van retenir el control de la seva base i van obligar els rebels a un alto el foc". Shoke també va confirmar que no hi hava plans de moment perquè les tropes sud-africanes abandonessin la República Centreafricana <
Les forces de la FDNSA, d'uns 200 soldats, van fer front a 3.000 rebels armats amb experiència Quan aquests van proposar un alto el foc, havien perdut uns 500 homes, enfront dels 13 morts i 27 ferits de la Força de Defensa Nacional.
Diversos soldats de pau de la força regional centre-africana, entre ells tres txadians, també van ser assassinats el 24 de març, quan un helicòpter operat per les forces de Bozizé els va atacar, segons la presidència del Txad, va dir en un comunicat.
Una companyia de les tropes franceses assegurà l'Aeroport internacional de Bangui, mentre que una font diplomàtica va confirmar que París havia demanat una reunió d'emergència del Consell de Seguretat de l'ONU per discutir l'avanç dels rebels. França va enviar 350 soldats per garantir la seguretat dels seus ciutadans, segons va dir un alt funcionari a l'AFP, de manera que el nombre total de tropes franceses a la RCA ascendia a gairebé 600 homes, tot i que un portaveu va declarar que no hi havia plans d'enviar més tropes al país.
El 26 de març, el Ministeri de Defensa francès va dir que les tropes franceses que custodiaven l'aeroport havia abatut accidentalment a dos ciutadans indis. Els soldats van disparar contra tres vehicles que s'aproximaven a l'aeroport després de disparar trets d'advertiment i trobar-se ells mateixos sota el foc, segons el comunicat. Dos ciutadans de l'Índia i un nombre indeterminat de camerunesos van ser ferits en l'atac.
El 25 març de 2013, el líder Seleka Michel Djotodia, que després que l'acord de gener tenia el càrrec de Primer Vice-primer ministre de la defensa nacional, es va declarar president. Djotodia va dir que hi hauria un període de transició de tres anys i que Nicolas Tiangaye continuaria essent el primer ministre. Djotodia immediatament va suspendre la constitució i va dissoldre el govern, així com l'Assemblea Nacional. A continuació, reconfirmà Tiangaye com a primer ministre el 27 març de 2013

## Conseqüències
Més de 3.000 centreafricans han fugit a la província d'Equador de la República Democràtica del Congo.